# Urban Gottfried Siber

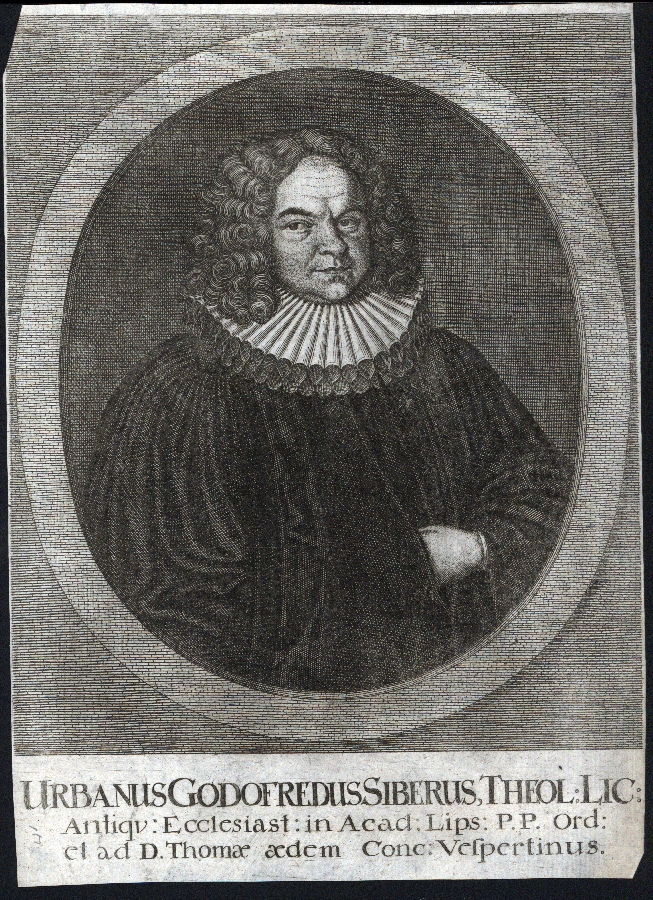
Urban Gottfried Siber

Urban Gottfried Siber (auch: Sieber; * 12. Dezember 1669 in Schandau; † 15. Juni 1741 in Leipzig) war ein deutscher evangelischer Theologe.

## Leben
Der Sohn des Pfarrers Mag. Justus Sieber († 1695) und dessen Frau Catharina Zinck stammte aus einer kinderreichen Familie. Anfänglich wurde er durch Privatlehrer ausgebildet und kam dann mit dreizehn Jahren auf die kurfürstliche Landesschule St. Afra in Meißen, wo Johann Georg Wilke der Rektor der Anstalt war. 1688 bezog er die Universität Wittenberg, wo er drei Jahre lang die Vorlesungen von Konrad Samuel Schurzfleisch, Christian Donati, Christian Röhrensee, Michael Walther der Jüngere, Caspar Löscher, Johann Deutschmann, Johann Georg Neumann und Philipp Ludwig Hanneken besuchte.
1691 setzte er seine Ausbildung in Hamburg bei Esdras Edzardus, an der Universität Kiel bei Christian Kortholt, Christoph Franck, M. Opitz, Johann Burchard May sowie Heinrich Muhlius fort und zog dann nach Kopenhagen, wo er eine Hofmeisterstelle übernahm. 1695 kehrte in sein sächsisches Heimatland zurück, erwarb in Wittenberg am 22. April 1696 den akademischen Grad eines Magisters der Philosophie und wurde 1698 Rektor in Schneeberg. 1703 wurde er Diakon in Schneeberg und stieg daselbst 1708 zum Archidiakon auf. 1711 wechselte er als Diakon und Mittwochsprediger an die St.-Thomas-Kirche in Leipzig, wurde dort 1714 Vesperprediger, 1730 Archidiakon und 1739 Pastor daselbst. Neben seinen kirchlichen Aufgaben übernahm er 1715 in Leipzig die neu angelegte Professur der „Kirchen-Altertümer“, wurde 1714 Lizentiat der Theologie und am 23. September 1734 Doktor der Theologie.
Siber verstarb unverheiratet.

## Werke
- De Anancaeo ad Plauti Rudent. Act. II, Scen. II Moly hermetis herbam ... 1699 (online – Internet Archive)
- De Statua Memnonis falso credita ad Tacit. Annal. lib. II, c. 61. 1699
- De Ducenariis. 1698
- De vicissitudinibus libertatis et servitutis Britannicae. 1698
- De laude civitatis et consulum Schneebergensium. 1702
- De Jubileo Tertio Academiae Lipsiensis. 1709
- De illustribus Alemannis, imprimis iis  quos Magdeburgum ob nobilitatem gentis ... ad se recepit atque diffudit. Leipzig 1710
- Historia Godeschalcorum. 1712
- De templorum antiquitatibus. Wittenberg 1696
- Templorum condendorum ac dedicandorum ritus. 1716
- Canes e templis exterminandum juxta leges ecclesiasticas. Leipzig 1712
- De velo virginum sacrum. 1708
- De matrimonio iterate. 1712
- De Albatis. 1713
- De antiquitate doctoratus theologici. 1734
- Enchiridion Sixti II., Pontificis et Martyris ut Christianum saec. III.
- Monumentum. 1725
- Telesphori, pontificis Romani vita ab erroribus purgat.1714
- De B. Chrysostomo.
- De Caesareae Palaestinae Episcopis. 1734
- S. Spyridionis ep. Trinithuntini vitam eiusque in Turcas a Corcyrensi obsidione profligato fortitudinem examinat. 1718
- De sanctis columnaribus. 1714
- Historia melodorum ecclesiae Librisque Liturgicis. 1714
- Martyrologium Ecclesiae Graecae metricum ex Menaeis, Codice Chrifletiano, Actisque Sanctorum primum collectum, interpretatum et illusatrtum. 1727
- De Gaza Palaestinae oppido. 1715
- De σκληροκαρδἰᾳ s. de duritia mentis.
- De velo virginum sacrarum.
- Qualis imperantibus expediat uxor. 1712